# 利利茲莫衙門石柱
利利茲莫衙門石柱位於四川省昭覺縣，文物遺址年代判定為明清。2004年增補為第六批四川省文物保護單位。